# NJ.com
NJ.com es un proveedor de contenido de noticias digitales y sitio web en Nueva Jersey propiedad de Advance Publications. Según The New York Times en 2012, era el mayor proveedor de noticias digitales del estado en ese momento. En 2018, comScore informó que NJ.com tiene un promedio de 12,1 millones de visitantes mensuales únicos que consumen un total de 70 millones de páginas vistas por mes.
NJ.com cubre noticias en la región de Lehigh Valley en el este de Pensilvania y en todo Nueva Jersey, y se anuncia a sí mismo como «el proveedor número uno de noticias locales en Nueva Jersey y Lehigh Valley».

## Historia
El contenido de NJ.com es proporcionado por NJ Advance Media, una empresa lanzada en junio de 2014 para brindar servicios de contenido, ventas y marketing a NJ.com y a los periódicos de Nueva Jersey de Advance, incluidos The Star-Ledger, The Times de Trenton, The Jersey Journal, South Jersey Times, The Hunterdon County Democrat, The Star-Gazette, The Warren Reporter, The Suburban News, Hoboken Now, Ledger Local, Ledger Somerset Observer, The Star-Gazette y The Washington Township Times. Es propiedad de Advance Local, una organización que opera diez sitios de información y noticias locales en los Estados Unidos.
El sitio fue clasificado por Alexa como 2712 en todo el mundo y 661 en los EE. UU. en mayo de 2016. Los informes de noticias de NJ.com son ampliamente citados por otras publicaciones de noticias como el New York Daily News, el Chicago Tribune, el The Washington Post, y otras organizaciones de noticias de todo el país. En 2019, Associated Press Sports Editors nombró a Steve Politi de NJ Advance Media como el mejor columnista deportivo del país.
NJ.com es parte de una tendencia general que se aleja de los periódicos impresos hacia el contenido digital. Un informe en USA Today en 2012 sugirió que muchos lectores de periódicos se estaban mudando a sitios web digitales como NJ.com para obtener noticias locales. En 2018, Steve Alessi se convirtió en NJ Advance Media y lideró la operación de NJ.com cuando Matt Kraner fue ascendido a director de operaciones del recién formado Advance Local.
En 2016, sus editores pidieron al gobernador Chris Christie que renunciara a su cargo, luego de una campaña presidencial fallida y el controvertido respaldo de Christie al favorito republicano a la presidencia, Donald Trump. A cambio, los editores recibieron llamados a renunciar por parte de los partidarios de Donald Trump, acusándolos de cobertura sesgada y editorialización de noticias. Advance Publications es propiedad de la familia Newhouse. Según un informe de 2014, NJ.com estaba despidiendo a algunos empleados, aunque hubo informes de que las pérdidas de personal se estaban compensando con la contratación en NJ Advance Media.